# 대전전민고등학교
대전전민고등학교(大田田民高等學校)는 대한민국 대전광역시 유성구 전민동에 있는 공립 고등학교이다.

## 학교 연혁
- 2003년 12월 15일 : 24학급 설립인가
- 2004년 3월 3일 : 개교 및 제1회 입학식(8학급 280명)
- 2007년 2월 9일 : 제1회 졸업식(255명)
- 2019년 3월 1일 : 선진형 교과교실제(자율학교), 교과특성화(과학,정보)학교 운영
- 2022년 3월 1일 : 고교학점제 준비학교 운영
- 2024년 1월 11일 : 제18회 졸업식(202명, 누계 5,592명)
- 2024년 3월 1일 : 제11회 명달호 교장 부임
- 2024년 3월 4일 : 제21회 입학(10학급 224명)

## 참고 자료
- 대전전민고등학교 - 한국교육학술정보원 학교알리미